# Mirella Tronkos
Mirella Tronkos (São Paulo, 18 de fevereiro de 1982) é uma atriz brasileira.

## Biografia
Iniciou sua carreira aos 13 anos como Angelicat, assistente de palco da apresentadora Angélica no programa Casa da Angélica exibido pelo SBT entre 1995 e 1996. Continuou trabalhando com a apresentadora pela TV Globo no programa Angel Mix, entre 1996 até 1999.
Passou então a estudar teatro e interpretação para Cinema e TV. Formou-se com louvor no studio Fátima Toledo, estudou com Beto Silveira, Sérgio Ferrara, Inês Aranha, Cininha de Paula, Márcio Augusto e Kate Hansen.
Estreou no teatro com a peça "A Pequena Sereia" no ano 2000 com direção e adaptação de Charles Daves, como Ariel. Trabalhou com o Grupo RIA na peça "Memórias Póstumas de Brás Cubas" como Virgilia com direção e adaptação de José Paulo Rosa onde também pesquisou a vida e obra de Machado de Assis.
Em 2004 participou de seu primeiro curta metragem, "Renda", inspirado na peça "Renda de Amor" de Robert Patrick, um projeto da UFSCAR por Kika Moura concorrendo em festivais internacionais.
No curta metragem "Chill Out" Mirella Tronkos produziu ao lado de Patricia Barros e também atuou na personagem Natasha, retratando o cotidiano urbano de São Paulo. Uma direção de Gastão Coimbra e roteiro de Eduardo Ruiz. Ainda em 2006 atuou no curta metragem "Tanathus" com roteiro e direção de Hanna Jatoba, no curta metragem "Chimera" com roteiro e direção de Tomás Andugar, inspirado no texto de Hans Christian Andersen - "História de uma mãe" e também protagonizou Francisca sob a direção de Aurora Voegli autora da história.
Em 2007 produziu e atuou no espetáculo "Alucinose" no Espaço do Satyros com texto e direção de Eduardo Ruiz.
 No ano seguinte atuou na peça "A Maçonaria do Silêncio", também escrita e dirigida por Eduardo Ruiz no Viga Espaço Cênico.

## Filmografia

### Teatro
| Ano  | Título                          | Papel    |
| ---- | ------------------------------- | -------- |
| 2008 | A Maçonaria do Silêncio         | Natalia  |
| 2007 | Alucinose                       | Mulher 2 |
| 2002 | Memórias Póstumas de Brás Cubas | Virgilia |
| 2000 | A Pequena Sereia                | Ariel    |

### Cinema
| Ano  | Título       | Papel       |
| ---- | ------------ | ----------- |
| 2006 | Francisca    | Francisca   |
| 2006 | Chimera      | Mãe         |
| 2006 | Tanathus     | Carolina    |
| 2006 | Chill Out    | Natasha     |
| 2004 | Renda        | Estudante   |
| 1998 | Zoando na TV | Dançarina 2 |

### Televisão
| Ano     | Título           | Papel                           |
| ------- | ---------------- | ------------------------------- |
| 1996–99 | Angel Mix        | Angelicat (assistente de palco) |
| 1995–96 | Casa da Angélica | Angelicat (assistente de palco) |